# 폴란드 유대인
폴란드 유대인(폴란드어: Polscy Żydzi; 히브리어: יהודי פולין)의 역사는 적어도 1,000년 전으로 거슬러 올라간다. 수 세기 동안, 폴란드는 세계에서 가장 크고 중요한 아슈케나즈 유대인 공동체의 고향이었다. 폴란드는 18세기 폴란드 분할 이후에 끝난 오랜 기간의 법적인 종교적 관용과 사회적 자치권 때문에 유대 문화의 주요 중심지였다. 제2차 세계 대전 동안 나치 독일과 다양한 국적의 협력자들에 의한 폴란드 유대인 공동체의 거의 완전한 집단 학살이 1939년에서 1945년 사이의 독일의 폴란드 점령 기간 동안에 있었다. 폴란드에서 공산주의가 몰락한 이후, 유대인 문화에 대한 관심이 다시 생겨났고, 매년 열리는 유대인 문화 축제, 폴란드 중등학교와 대학교에서의 새로운 학습 프로그램, 그리고 바르샤바의 폴란드 유대인 역사 박물관의 개관이 있었다.
폴란드는 1025년 폴란드 왕국의 건국부터 1569년 폴란드-리투아니아 연방이 성립될 때까지 유럽에서 가장 관대한 나라였다. 역사학자들은 "유대인들의 천국"을 뜻하는 라틴어 "파라다이스"라는 라벨을 사용해 왔다. 폴란드는 다양한 유럽 국가에서 박해받고 추방된 유대인들의 피난처가 되었고 당시 세계에서 가장 큰 유대인 공동체의 본거지가 되었다. 일부 자료에 따르면, 16세기 중반까지 세계 유대인의 약 4분의 3이 폴란드에 거주했다고 한다. (개신교 개혁과 가톨릭 반종교 개혁으로) 영연방의 약화와 종교 분쟁의 증가와 함께, 폴란드의 전통적인 관용은 17세기부터 약화되기 시작했다. 1795년 폴란드 분할과 주권 국가로서의 폴란드의 파괴 이후, 폴란드 유대인들은 오스트리아-헝가리 제국과 프로이센 왕국(이후 독일 제국의 일부) 뿐만 아니라 점점 더 반유대주의적인 러시아 제국을 포함한 분할 권력의 법의 대상이 되었다. 제1차 세계 대전의 여파로 폴란드가 독립을 되찾았을 때, 폴란드는 여전히 300만 명이 넘는 세계에서 가장 큰 유대인 공동체 중 하나인 유럽 유대인 세계의 중심이었다. 반유대주의는 정치적 기득권층과 일반 국민 모두로부터 그 해 동안 유럽 전역에서 증가하는 문제였다. 전쟁 기간 동안 폴란드는 유대인들의 폴란드로부터의 이주와 팔레스타인에 유대인 국가의 설립을 지지했다. 폴란드 국가는 또한 하가나, 베탈, 이르군과 같은 유대인 준군사조직을 지원하여 무기와 훈련을 제공했다.
1939년, 제2차 세계 대전이 시작되면서 폴란드는 나치 독일과 소련 사이 분할되었다(독일-소련 불가침 조약 참조). 폴란드 인구 5분의 1이 제2차 세계 대전 중에 죽었고, 홀로코스트에서 살해된 3,000,000명 폴란드 유대인은 폴란드 유대인 90%를 차지했고, 전쟁 중에 살해된 모든 폴란드인의 절반을 차지했다. 홀로코스트는 주로 독일이 점령한 폴란드에서 일어났지만, 그것은 나치에 의해 조직되었다. 비-유대인 폴란드 시민들의 협력은 산발적이지만 잘 문서화되어 있으며, 이 주제는 21세기 동안 새로운 학문적 관심의 주제가 되었다. 홀로코스트에 대한 폴란드인들의 태도는 유대인들의 생명을 구하기 위해 죽음을 적극적으로 위험에 빠뜨리는 것에서부터 유대인들에 대한 정보 제공을 수동적으로 거부하는 것, 무관심, 협박, 그리고 극단적인 경우에는 예드바브네 학살과 같은 포그롬을 조직하고 참여하는 것까지 매우 다양했다.
전후 폴란드 유대인 중앙위원회 또는 CKŻP에 등록된 약 200,000명의 유대인 생존자 중 많은 수가 폴란드 인민공화국을 떠나 초기 이스라엘 또는 아메리카 대륙으로 갔다(그 중 136,000명이 소련에서 도착했다). 그들의 출발은 유대인 제도의 파괴, 전후 반유대적 폭력, 종교와 민간 기업에 대한 공산당의 적대감 때문에 가속화되었지만, 1946년~1947년 폴란드가 비자나 출국 허가 없이. 이스라엘에 유대인 알리야를 자유롭게 허용한 유일한 동구권 국가였기 때문이기도 하다. 남아있는 대부분의 유대인들은 1968년 말 "반시온주의" 운동의 결과로 폴란드를 떠났다. 1989년 공산 정권이 몰락한 후 폴란드 유대인들의 상황은 정상화되었고 제2차 세계 대전 이전에 폴란드 시민이었던 사람들은 폴란드 시민권을 갱신할 수 있었다. 현재 폴란드 유대인 공동체는 10,000명에서 20,000명 사이의 회원을 보유하고 있는 것으로 추정된다. 모든 종류의 유대인 유산을 가진 사람들의 수는 몇 배 더 많다.

## 홀로코스트

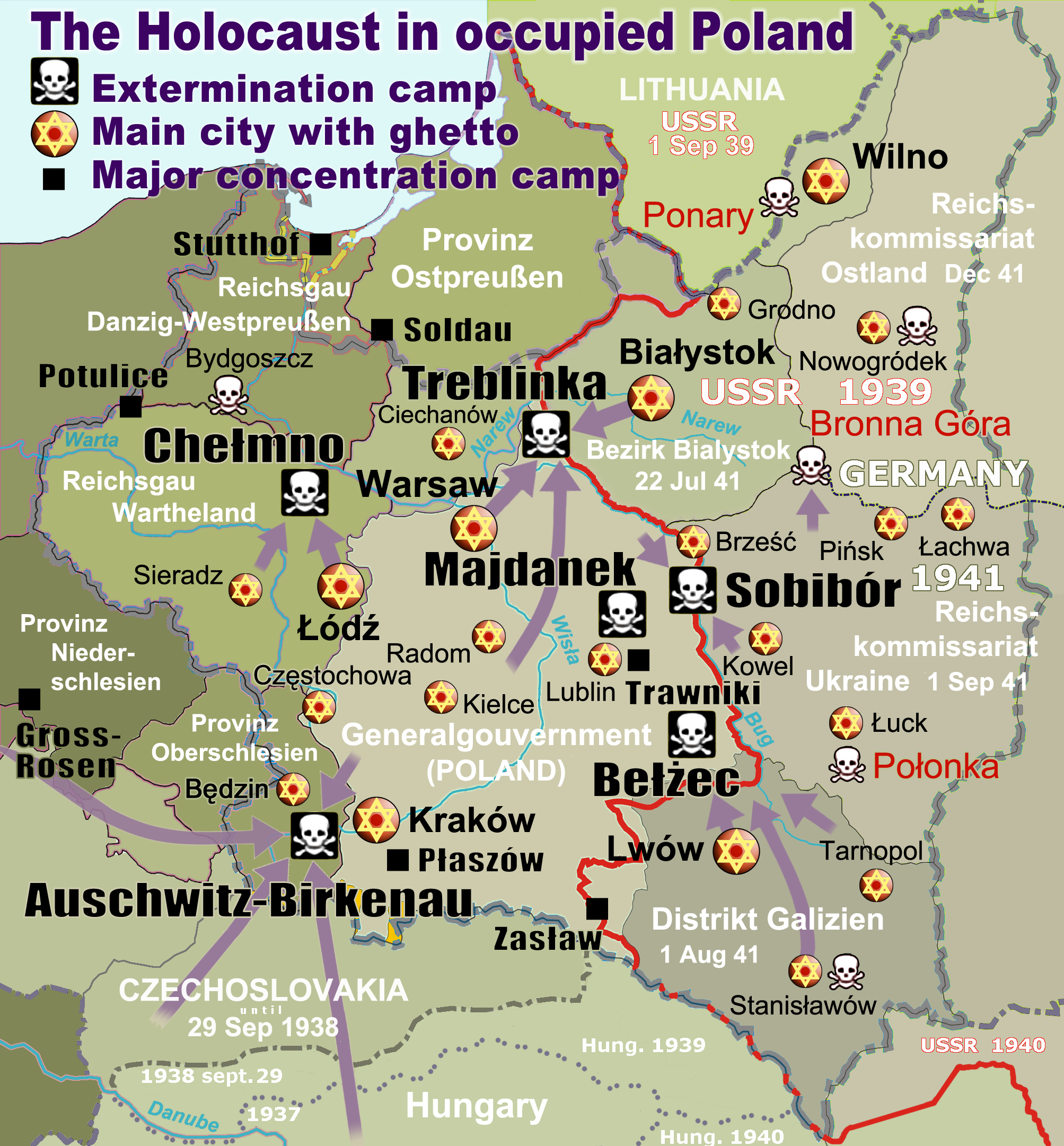
독일 점령하의 폴란드 홀로코스트 지도

폴란드의 유대인 공동체는 홀로코스트에서 가장 큰 고통을 겪었다. 약 600만 명의 폴란드 시민들이 아우슈비츠, 트레블링카, 마이다네크, 베우제츠, 소비보르, 헤움노의 독일 박멸 수용소에서 살해되거나 게토에서 굶어 죽은 사람들 중 절반(300만 명의 폴란드 유대인, 약 30만 명을 제외한 모든 유대인 인구)의 전쟁에서 사망했다.
폴란드는 독일의 유대인 박멸 프로그램인 "최종 해결책"이 시행된 곳이었는데, 이는 유럽의 유대인 대부분(소련 제외)이 살았던 곳이기 때문이다.
1939년에 수백 개의 시나고그가 독일인들에 의해 폭파되거나 불탔다. 독일인들은 때때로 유대인들이 스스로 그것을 하도록 강요했다. 많은 경우에, 독일인들은 유대교 회당을 공장, 오락 장소, 수영장, 또는 감옥으로 만들었다. 전쟁이 끝날 무렵, 폴란드의 거의 모든 유대교 회당이 파괴되었다. 랍비들은 수염을 깎은 채 공공장소에서 춤추고 노래해야 했다. 몇몇 랍비들은 불에 타거나 교수형에 처했다.

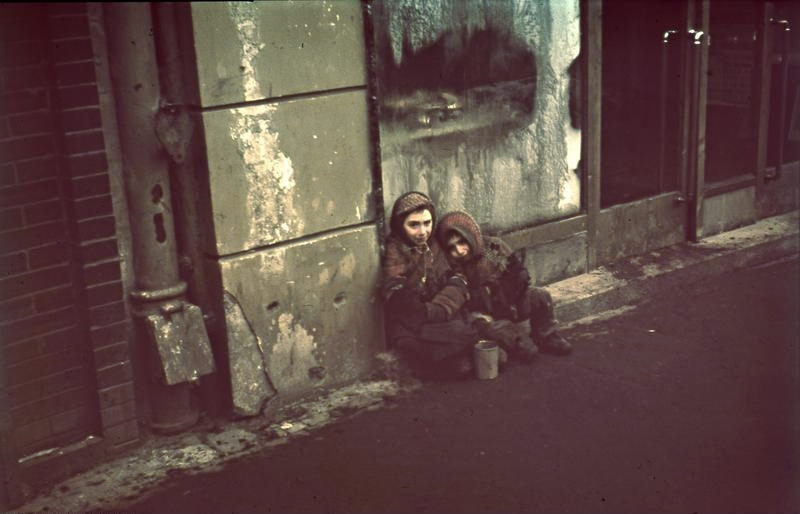
굶주리는 유대인 아이들, 바르샤바 게토

독일인들은 모든 유대인들에게 등록할 것을 명령했고, 그들의 신분증에는 "유다"라는 글자가 찍혔다. 유대인을 대상으로 한 수많은 제한과 금지가 도입되어 잔인하게 시행되었다. 예를 들어, 유대인들은 보도를 걷거나, 대중교통을 이용하거나, 여가, 스포츠 경기장, 극장, 박물관, 도서관 등의 장소에 들어가는 것이 금지되었다. 거리에서 유대인들은 지나가는 독일인들에게 모자를 들어야 했다. 1941년 말까지 독일이 점령한 폴란드의 모든 유대인들은 아이들을 제외하고는 다비드의 파란색 별이 새겨진 배지를 착용해야 했다. 랍비들은 "독일 군인들과 경찰들이 조직한 구경거리"에서 모욕을 당했는데, 그들은 "이 사람들이 기도하는 숄을 입고 춤을 추게 하기 위해" 소총 엉덩이를 사용했다. 독일인들은 폴란드에서 협력주의 정부를 세우려는 시도를 거의 하지 않고 "폴란드인들이 협력하기를 거부한 것에 실망"했지만, 그럼에도 불구하고 폴란드어로 인쇄된 독일 타블로이드 신문들은 유대인들에게 무관심한 태도를 취할 것을 촉구하는 반유대주의적인 기사들을 일상적으로 실었다.

## 1989년 이후
폴란드에서 공산주의가 몰락하면서 유대인의 문화, 사회, 종교 생활은 부흥을 겪고 있다. 제2차 세계 대전과 1944년~1989년 사이의 공산주의 검열에 의해 억압된 많은 역사적 문제들이 재평가되고 공개적으로 논의되었다.
로널드 로더 재단과 타우베 유대인 생활문화재단의 도움으로 유대인 신앙생활이 되살아났다. 두 개의 랍비가 폴란드 유대인 공동체에 봉사하고 있으며, 몇몇 유대인 학교와 관련 여름 캠프, 그리고 위 재단이 후원하는 몇몇 정기 간행물과 책 시리즈가 있다. 바르샤바 대학교와 야기에우워 대학교와 같은 주요 대학에서 유대인 연구 프로그램이 제공된다. 폴란드의 유대인 종교 공동체 연합은 1993년에 설립되었다. 이 단체의 목적은 폴란드 사회에서 유대인들의 종교적, 문화적 활동을 촉진하고 조직하는 것이다.

## 같이 보기
- 오스트리아 유대인
- 독일 유대인
- 러시아 유대인

### 지도
- The Cossack Uprising and its Aftermath in Poland 보관됨 2012-12-09 - archive.today, Jewish Communities in Poland and Lithuania under the Council of the Four Lands 보관됨 2009-09-15 - 웨이백 머신, The Spread of Hasidic Judaism 보관됨 2009-09-15 - 웨이백 머신, Jewish Revolts against the Nazis in Poland 보관됨 2012-12-09 - archive.today (All maps from Judaism: History, Belief, and Practice)

### 유대계 폴란드의 역사
- Museum of the History of Polish Jews
  - Virtual Shtetl
- The Polish Jews Home Page
- Virtual Jewish History Tour of Poland
- Judaism in the Baltic: Vilna as the Spiritual Center of Eastern Europe
- The Jews in Poland. Saving from oblivion – Teaching for the future
- Historical Sites of Jewish Warsaw
- Polish-Jewish Relations section of the Polish Embassy in Washington
- Joanna Rohozinska, A Complicated Coexistence:Polish-Jewish relations through the centuries, Central Europe Review, 28 January 2000.
- Jewish organisations in Poland before the Second World War
- Foundation for the Preservation of Jewish Heritage in Poland
- Foundation for Documentation of Jewish Cemeteries in Poland

### 제2차 세계 대전과 홀로코스트
- Chronicles of the Vilna Ghetto: wartime photographs & documents – vilnaghetto.com
- Warsaw Ghetto Uprising from the US Holocaust Museum. From the same source see:
  - Non-Jewish Polish Victims of the Holocaust
  - Bibliography of Polish Jewish Relations 보관됨 8 12월 2012 - 웨이백 머신 during the War
- Chronology of German Anti-Jewish Measures 보관됨 2 7월 2010 - 웨이백 머신 during World War II in Poland
- The Catholic Zionist Who Helped Steer Israeli Independence through the UN
- Poland's Jews:A light flickers on, The Economist, 20 December 2005